# Taphozous
Taphozous (лат.) — род летучих мышей семейства футлярохвостых.

## Распространение
Представители рода распространены в Африке, Азии и Австралии. Эти летучие мыши встречаются в различных местах обитания, включая дождевые леса, открытые редколесья, сухие местности. Днюют в склепах, старых зданиях, углублениях или небольших пещерах, вдоль морских побережий, на деревьях. Taphozous longimanus часто находят на верхушках кокосовых пальм.

## Морфология
Голова и тело длиной 62—100 мм, хвост длиной 12—35 мм, предплечья длиной 50—75 мм, масса тела 10—50 г. Зубная формула: (i 1/2 c 1/1 pm 2/2 m 3/3) • 2 = 30. Верхняя сторона тела серая или коричневая, иногда с красноватым оттенком. Некоторые виды имеют беловатые пятна на теле. Низ тела беловатый, кремовый, бледно-коричневый. Самцы Taphozous longimanus обычно коричного[прояснить]-коричневые, тогда как большинство самок тёмно-серого цвета. Подкрыльные сумки есть у всех видов. Большинство видов также имеют горловые желёзы.

## Поведение
Отлично летают. Могут охотиться на высотах 60—90 м, перед сумерками, спускаясь ниже с наступлением темноты. Пищей служат летающие насекомые. Группы или колонии могут состоять как из нескольких особей, так и из нескольких тысяч.

## Виды
- Taphozous achates Thomas, 1915
- Taphozous australis Gould, 1854
- Taphozous georgianus Thomas, 1915
- Taphozous hamiltoni Thomas, 1920
- Taphozous hildegardeae Thomas, 1909
- Taphozous hilli Kitchener, 1980
- Taphozous kapalgensis McKean et Friend, 1979
- Taphozous longimanus Hardwicke, 1825
- Taphozous mauritianus E. Geoffroy, 1818 — Южноафриканский мешкокрыл[1]
- Taphozous melanopogon Temminck, 1841 — Чернобородый мешкокрыл[1]
- Taphozous nudiventris Cretzschmar, 1830
- Taphozous perforatus E. Geoffroy, 1818 — Могильный мешкокрыл[1]
- Taphozous theobaldi Dobson, 1872
- Taphozous troughtoni Tate, 1952